# 新祝園駅
新祝園駅（しんほうそのえき）は、京都府相楽郡精華町大字祝園小字長塚にある、近畿日本鉄道（近鉄）京都線の駅。駅番号はB21。
関西文化学術研究都市の中心的な駅の1つである。

## 当駅からの接続路線
- 西日本旅客鉄道
  - 片町線（学研都市線） - 祝園駅

当駅西側に隣接しており、連絡通路で繋がっている。当駅の他にも学研都市線の駅が近接する駅がいくつかあるが、車掌による放送で乗換駅としてアナウンスされているのは当駅のみである（但し、JR側の放送では京田辺駅で、「近鉄線（新田辺駅）はお乗り換えです」と放送されている）。
当駅までけいはんな線を延伸する構想があるが、高の原駅に延伸する計画もあり、まだはっきりとしていない（将来のリニア新幹線駅との兼ね合いもあるため）。そこで、精華町議会はアクセス向上を目指し、当駅まで近鉄けいはんな線を延伸させるよう求める決議を、全会一致で可決した。

## 歴史
当初は準急（1994年に消滅）と普通しか停車しなかったが、2000年（平成12年）のダイヤ改正以降急行も停車するようになった。

### 年表
- 1928年（昭和3年）11月3日：奈良電気鉄道の桃山御陵前 - 西大寺（現・大和西大寺）間開通時に開業[3]。
- 1963年（昭和38年）10月1日：会社合併により近畿日本鉄道京都線の駅となる[3]。
- 1994年（平成6年）9月14日：橋上駅舎化。
- 1996年（平成8年）3月15日：待避線使用開始。
- 2000年（平成12年）3月15日：急行の停車駅に追加される。
- 2007年（平成19年）4月1日：ICカード「PiTaPa」使用開始[4]。

## 駅構造
島式ホーム2面4線を持つ地上駅で、橋上駅舎を有している。ホーム有効長は6両編成分である。改札口は1か所のみで、駅舎の出入口は東西両方に設けられている。
新田辺駅管理の有人駅で、PiTaPa・ICOCA対応の自動改札機および自動精算機（回数券カードおよびICカードのチャージに対応）、ICカード専用改札機が設置されている。

### のりば
| のりば | 路線     | 方向 | 行先                           |
| ------ | -------- | ---- | ------------------------------ |
| 1・2   | B 京都線 | 下り | 近鉄奈良・天理・橿原神宮前方面 |
| 3・4   | B 京都線 | 上り | 京都・国際会館方面             |

- 内側2線（2番線と3番線）が主本線、外側2線（1番線と4番線）が待避線である。

## 利用状況
近年における当駅の1日乗降人員の調査結果は以下の通り。
- 2022年11月13日：13,272人
- 2022年11月13日：13,276人
- 2021年11月10日：12,803人
- 2018年11月13日：14,793人
- 2015年11月10日：14,984人
- 2012年11月13日：12,936人
- 2010年11月9日：12,418人
- 2008年11月18日：12,251人
- 2005年11月8日：11,535人

## 駅周辺
- 精華町役場
  - 精華町立図書館 - 当駅改札口前にも図書返却ポストが設置されている。
- せいかガーデンシティ
- 精華町国民健康保険病院
- 精華町立精華中学校
- 祝園郵便局
- 社会福祉法人相楽福祉会 相楽作業所 - 当駅から精華くるりんバス利用で、かしのき苑下車。
- 京都府道22号八幡木津線
- けいはんなオープンイノベーションセンター（旧・私のしごと館）
- 京都府立大学精華キャンパス

## 隣の駅
近畿日本鉄道
B 京都線
■急行
新田辺駅 (B16) - 新祝園駅 (B21) - 高の原駅 (B24)
■普通
狛田駅 (B20) - 新祝園駅 (B21) - 木津川台駅 (B22)
- 括弧内は駅番号を示している。